# فينوكسي ميثيل بنسيلين
فينوكسي ميثيل بنسيللين Phenoxymethylpenicillin يعرف بالاسم الشائع penicillin V هو مشتق من البنسيلينات نصف اصطناعي للاستعمال الفموي، فعال ضد معظم الجراثيم إيجابية الغرام إلا أن الذراري التي تنتج بيتا لاكتاماز (بصورة رئيسية المكورات العنقودية) مقاومة لتأثيره..
يمتص بصورة جيدة من الجهاز الهضمي ويتوزع بصورة واسعة في الأنسجة. يطرح في البول، يجتاز المشيمة ويطرح في حليب الثدي.

## الاستعمال الطبي
يستخدم كدواء لمعالجة:
- علاج العدوى التي تسببها الكائنات التي تستجيب له مثل عدوى الجهاز التنفسي (التهاب البلعوم الحاد، التهاب اللوزتين).
- التهاب الأذن الوسطى، التهاب الجيوب الأنفية والجلد والمسالك البولية
- الخيار الأول في علاج عدوى الفم والوجه الشائعة التي تسببها مكورات إيجابية الجرام الهوائية واللاهوائية. وتشمل هذه العدوى التهاب الهلل، خراج اللثة، التهاب اللب القيحي الحاد، التهاب حوائط التاج، التهاب حوالي السن، خراجات سنية والتهابات تكون السن القيحية.
- منع تكرار حدوث الحمى (الرثوية) الروماتيزمية والوقاية منها.

موانع الاستعمال: فرط الحساسية المعروف للبنسيلينات أو السيفالوسبورينات.

## الاحتياطات
- يجب أن تكون التسهيلات لمعالجة التأقي متوفرة عندما تستعمل البنسيلينات. يجب سؤال المرضى بدقة حول تفاعلات أرجية سابقة قبل إعطاء أول جرعة، إذا حصل طفح جلدي يجب تحويل المريض لمضاد حيوي من صنف مختلف.
- الاستعمال في الحمل: لا يتوفر دليل على تأثير ماسخ لهذا الدواء لذا يمكن استعماله خلال الحمل

## الأعراض الجانبية
- إسهال خفيف، والتقيؤ والغثيان والمبيضات الفموية.
- تفاعلات فرط الحساسية هي الأكثر شيوعاً وتتفاوت في شدتها من تفاعلات طفح جلدي إلى التأقي الفوري.

## التداخلات الدوائية
إذا كنت تتناول أي من الأدوية التالية أخبر الطبيب أو الصيدلاني، فقد تحتاج إلى تعديل الجرعة أو إجراء فحوصات معينة :
- بروبنيسيد.
- الكلورامفينيكول أو التتراسيكلين.
- ميثوتريكسات.

## اشكال الدواء
- أقراص 250 مغ (ملح بوتاسيوم)
- مسحوق لمعلق فموي 250 مغ/مل (ملح بوتاسيوم)

التخزين: يجب حفظ المستحضرات في عبوات مغلقة جيداً.

## معلومات وافية
- دستور الأدوية البريطاني[8]